# Alina Freund
Alina Freund, pseudonimo di Jana Alina Tausendfreund (Monaco di Baviera, 2 ottobre 1997), è un'attrice e doppiatrice tedesca.
È principalmente nota per aver interpretato il personaggio di Martina nel film Maga Martina e il libro magico del draghetto.

## Biografia
Inizia a recitare nel 2004 a soli 6 anni, in film per la televisione tedesca. 
Nei suoi primi film è stata accreditata con il suo vero nome nome Jana Tausendfreund, ma a partire dal 2008 viene accreditata con il suo  pseudonimo, Alina Freund.
Nel 2009 lavora al film Maga Martina e il libro magico del draghetto, in cui recita il ruolo di Martina, la protagonista del film. Ha anche lavorato nel suo sequel, Maga Martina 2 - Viaggio in India, uscito nel 2011.

## Filmografia

### Cinema
- Im Winter ein Jahr, regia di Caroline Link (2008)
- Maga Martina e il libro magico del draghetto (Hexe Lilli: Der Drache und das magische Buch), regia di Stefan Ruzowitzky (2009)
- Maga Martina 2 - Viaggio in India (Hexe Lilli: Die Reise nach Mandolan), regia di Harald Sicheritz (2011)
- Fack ju Göhte 3, regia di Bora Dagtekin (2017)

### Televisione
- Der Bergpfarrer, regia di Ulrich König – film TV (2004)
- Tote Hose - Kann nicht, gibt's nicht, regia di Simon X. Rost – film TV (2005)
- Ausgerechnet Weihnachten, regia di Gabriela Zerhau – film TV (2005)
- Der Bergpfarrer 2 - Heimweh nach Hohenau, regia di Andi Niessner – film TV (2005)
- Alma ermittelt - Tango und Tod, regia di René Heisig – film TV (2007)
- Annas Alptraum kurz nach 6, regia di Roland Suso Richter – film TV (2007)
- Mein Nachbar, sein Dackel & ich, regia di Dirk Regel – film TV (2009)
- Il ritorno di Nessie (Das zweite Wunder von Loch Ness), regia di Michael Rowitz – film TV (2010)
- Il commissario Köster (Der Alte) – serie TV, episodi 33x05-37x05 (2009-2011)
- Inga Lindström – serie TV, episodio 10x01 (2013)
- Rosamunde Pilcher – serie TV, episodio 120 (2013)
- Weihnachts-Männer, regia di Franziska Meyer Price – film TV (2015)

## Doppiaggio (parziale)

### Film
- Kaitlyn Maher in Supercuccioli a Natale - Alla ricerca di Zampa Natale
- Chloë Grace Moretz in Hugo Cabret, Resta anche domani e Brain on Fire
- Madison Davenport in Noah
- Catherine Missal in Come ti rovino le vacanze
- Ellie Bamber in PPZ - Pride + Prejudice + Zombies
- Cayla Brady in The Nice Guys
- Jadah Marie in Descendants 3

### Film d'animazione
- Ponyo in Ponyo sulla scogliera (2008)

## Riconoscimenti
- Goldener Spatz
  - 2009 – come Miglior giovane attrice per Maga Martina e il libro magico del draghetto
- Der weiße Elefant
  - 2009 – come Miglior giovane attrice per Maga Martina e il libro magico del draghetto